# Сантехнік

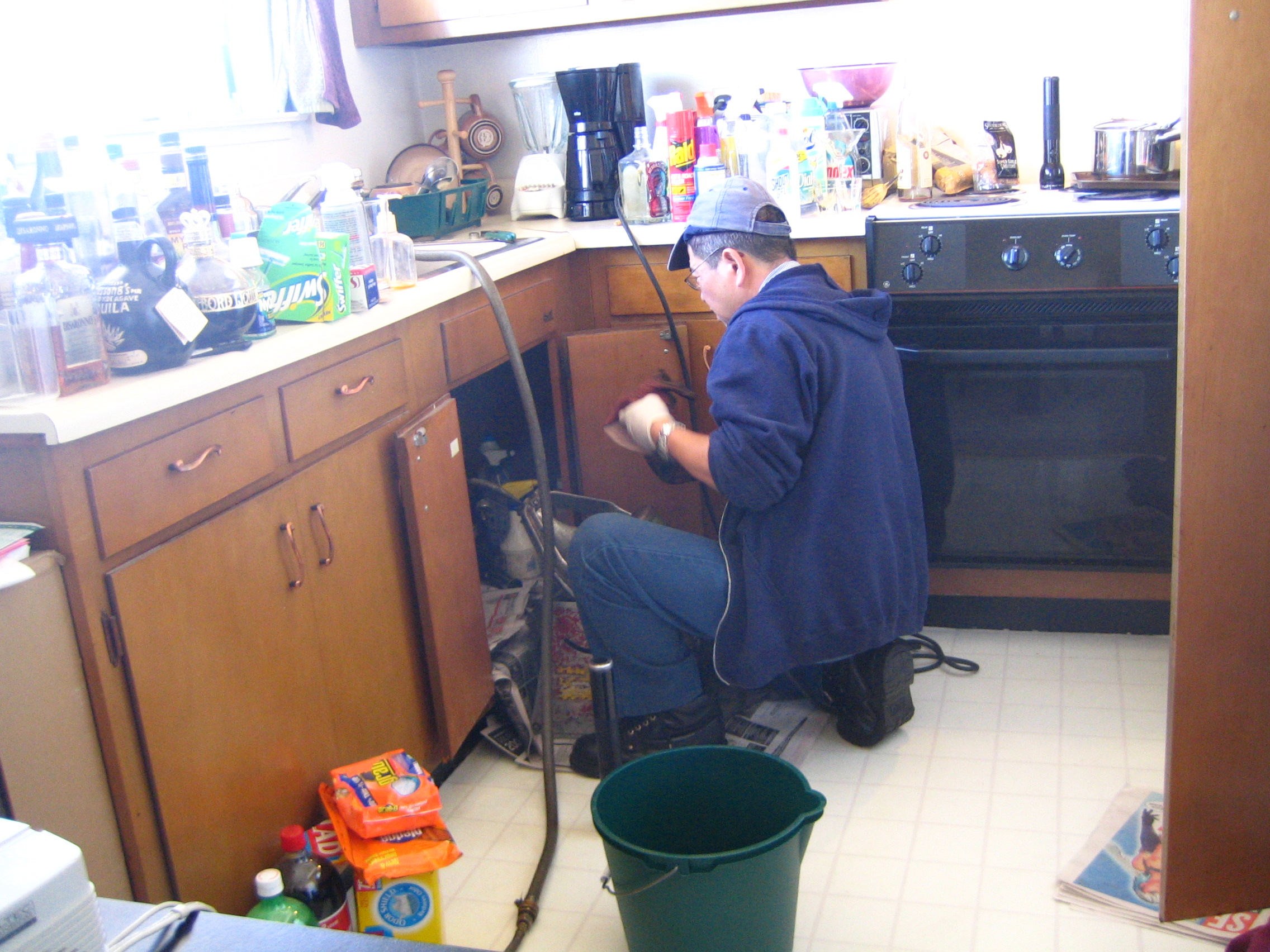

Санте́хнік (також: слюсар-сантехнік) — робітник, який займається наладкою та ремонтом сантехнічного обладнання. Виконує ремонт та монтаж систем опалення, водопостачання, каналізації, газопостачання. також доглядає за трубопровідними системами, апаратурою, системами пожежогасіння. Освіта сантехніків відбувається у профтехучилищах, професійних коледжах та безпосередньо на виробництві. В Україні професійні сантехніки мають розряди від 2 до 6. Останнім часом з ускладненням обладнання та сантехнічних систем робота сантехніка вимагає ґрунтовної підготовки у декількох галузях і є гостродефіцитною.